# 武田菜々子
武田 菜々子（たけだ ななこ、2000年2月17日 - ）は、秋田県能代市出身の女子サッカー選手。スペランツァ大阪所属。ポジションはフォワード、ミッドフィールダー。

## 来歴

### ユース
小学1年生の時に兄の影響でサッカーを始める。秋田LFCを経て宮城県仙台市の明成高校に進学。同県内の強豪である常盤木学園高校・聖和学園高校を倒すことを目指し得点感覚に磨きをかける。
2017年、地元宮城開催の全国高校総体に初出場すると1回戦の四国学院大香川西高校戦で2得点を挙げ大会初勝利に貢献、ベスト8まで進出した。また、同大会では優秀選手の一人に選出された。同年10月には宮城県選抜として第72回国民体育大会に出場し、1回戦の愛媛県戦では1得点を挙げた。

### シニア
2018年、マイナビベガルタ仙台レディースに加入。明成高校出身者として初めてなでしこリーグの選手となった。仙台加入後、登録ポジションはそれまでのFWからMFに変更となった。同期入団の新人5人の中で唯一代表歴が無かったが、3月21日のジェフ千葉レディース戦において後半12分から途中出場し、開幕戦でデビューを果たした。
2024年7月2日、なでしこリーグ1部・スペランツァ大阪への完全移籍が発表された。

### 代表
2019年、AFC U-19女子選手権2019のU-19日本女子代表に選出されて2試合に出場。

## 所属クラブ
- 能代MAXサッカースポーツ少年団
- 秋田LFC
- 2015年 - 2017年 明成高等学校
- 2018年 - 2024年 マイナビベガルタ仙台レディース / マイナビ仙台レディース
- 2024年 - 現在 スペランツァ大阪
- 2025年 - 6月5日付けを持って、スペランツァ大阪 を退団。
- 2025年 - 6月10日、VONDS市原FCレディース へ移籍入団。

## 個人成績

### クラブ
| 国内大会個人成績 | 国内大会個人成績               | 国内大会個人成績 | 国内大会個人成績 | 国内大会個人成績 | 国内大会個人成績 | 国内大会個人成績 | 国内大会個人成績 | 国内大会個人成績 | 国内大会個人成績 | 国内大会個人成績 | 国内大会個人成績 |
| 年度             | クラブ                         | 背番号           | リーグ           | リーグ戦         | リーグ戦         | リーグ杯         | リーグ杯         | オープン杯       | オープン杯       | 期間通算         | 期間通算         |
| 年度             | クラブ                         | 背番号           | リーグ           | 出場             | 得点             | 出場             | 得点             | 出場             | 得点             | 出場             | 得点             |
| 日本             | 日本                           | 日本             | 日本             | リーグ戦         | リーグ戦         | リーグ杯         | リーグ杯         | 皇后杯           | 皇后杯           | 期間通算         | 期間通算         |
| ---------------- | ------------------------------ | ---------------- | ---------------- | ---------------- | ---------------- | ---------------- | ---------------- | ---------------- | ---------------- | ---------------- | ---------------- |
| 2018             | マイナビベガルタ仙台レディース | 17               | なでしこ1部      | 6                | 0                | 6                | 0                | 0                | 0                | 12               | 0                |
| 2019             | マイナビベガルタ仙台レディース | 17               | なでしこ1部      | 2                | 0                | 6                | 1                | 2                | 0                | 10               | 1                |
| 2020             | マイナビベガルタ仙台レディース | 17               | なでしこ1部      | 5                | 0                | -                | -                | 0                | 0                | 5                | 0                |
| 2021-22          | マイナビ仙台レディース         | 17               | WE               | 11               | 0                | -                | -                | 1                | 0                | 12               | 0                |
| 2022-23          | マイナビ仙台レディース         | 13               | WE               | 1                | 0                | 5                | 0                | 0                | 0                | 6                | 0                |
| 2023-24          | マイナビ仙台レディース         | 13               | WE               | 6                | 0                | 5                | 0                | -                | -                | 11               | 0                |
| 2024             | スペランツァ大阪               | 9                | なでしこ1部      | 6                | 1                | -                | -                | 1                | 0                | 7                | 1                |
| 2025             | スペランツァ大阪               | 14               | なでしこ1部      |                  |                  | -                | -                |                  |                  |                  |                  |
| 通算             | 日本                           | 日本             | 1部              | 31               | 0                | 22               | 1                | 3                | 0                | 56               | 1                |
| 通算             | 日本                           | 日本             | 2部              | 6                | 1                | 0                | 0                | 1                | 0                | 7                | 1                |
| 総通算           | 総通算                         | 総通算           | 総通算           | 37               | 1                | 22               | 1                | 4                | 0                | 63               | 2                |

- 日本女子サッカーリーグ
  - 初出場 - 2018年3月21日 なでしこリーグ1部 第1節 ジェフユナイテッド市原・千葉レディース戦 (ユアテックスタジアム仙台)
  - 初得点 - 2024年9月29日 なでしこリーグ1部 第19節 スフィーダ世田谷FC戦 (J-GREEN堺S1メインフィールド)

- WEリーグ
  - 初出場 - 2021年10月17日 第6節 アルビレックス新潟レディース戦 (デンカビッグスワンスタジアム)[14]

## タイトル

### 代表
- U-19日本女子代表
  - AFC U-19女子選手権: 1回 (2019)